# Shiba inu
Shiba Inu (柴犬) je ena od šestih in najmanjša od avtohtonih japonskih pasem špicov, in je bil prvotno vzgojen kot lovski pes za lov na medvede, jelene, divje prašiče in ptice. Shiba v japonščini pomeni »majhen« in »grmičevje«, beseda »inu« pa pomeni »pes«.